# Anni 20 (programma televisivo)
Anni 20 è stato un programma televisivo italiano, in onda su Rai 2 e condotto da Francesca Parisella affiancata da Alessandro Giuli e Daniele Piervincenzi.
La trasmissione si presenta come un rotocalco d’informazione e di costume.
Nella prima versione, il programma era collocato il giovedì in prima serata. Nella stagione estiva seguente è stato spostato in seconda serata, sempre di giovedì, con il titolo Anni 20 Estate, rimanendovi anche nel periodo invernale con il titolo Anni 20 Notte.

## Format
Ogni appuntamento prevedeva in scaletta quattro rubriche:
- tema del giorno: dibattito in studio sul tema principale del giorno, prevalentemente politico;
- contrappunto: caustica cartolina firmata da Antonio Rapisarda sulla situazione politica;
- inchiesta: confezionata da Daniele Piervincenzi;
- costume: analisi di un tema di costume inerente ai lati più peccaminosi della società.